# 織田信裕
織田 信裕（おだ のぶひろ）は、幕末の旗本。通称は金之助、衛守、三十郎。官位は従五位下・伊賀守、上野介。

## 生涯
旗本織田信与の子として誕生した。叔父で信与の跡を継いだ織田信周の養子となる。
弘化3年（1846年）7月29日、養父・信周の隠居により家督を相続する。寄合に所属する。安政5年（1858年）11月29日、寄合肝煎に就任する。講武所頭取などを兼務する。文久2年（1862年）10月10日、小姓組番頭に就任する。同年12月16日、従五位下・伊賀守に叙任される。元治元年（1864年）4月10日、書院番頭に就任する。同年7月8日、天狗党の乱に際し堀直虎らと共に鎮圧のために出陣を命じられる。慶応2年（1866年）12月21日免職、寄合に所属する。
1871年（明治4年）6月14日、東京府第一区の仮区長に就任する。同年9月14日、第二区の区長との兼任を命じられる。同年11月22日、第一大区の戸長に就任する。同年11月24日、戸長筆頭を命じられる。同年12月、戸籍名を「三十郎」（元は通称）から「信裕」（諱）に改める。1872年（明治5年）4月8日、第一大区小ノ一区の二等戸長に就任する。1873年（明治6年）7月15日、第一大区小ノ六区の戸長との兼任を命じられる。1874年（明治7年）4月13日、病死。公職を2年以上勤務したことで、府は遺族に25円を支給する。